# Страстная дружба
«Страстная дружба» (англ. The Passionate Friends) — кинофильм режиссёра Дэвида Лина, вышедший на экраны в 1949 году. Экранизация одноимённого романа Герберта Уэллса (1913). Лента принимала участие в конкурсной программе Каннского кинофестиваля.

## Сюжет
Мэри Джастин, супруга влиятельного британского банкира, приезжает на швейцарский курорт, чтобы провести здесь несколько выходных дней. Муж должен присоединиться к ней немного позже. Вечером, засыпая в своем гостиничном номере, она вспоминает, как девять лет тому назад повстречала своего прежнего возлюбленного — биолога Стивена Стрэттона, вновь сошлась с ним и едва не ушла от мужа. Мэри не знает, что как раз в это время в соседнюю комнату в отеле въезжает не кто иной, как мистер Стрэттон...

## В ролях
- Энн Тодд — Мэри Джастин
- Тревор Ховард — профессор Стивен Стрэттон
- Клод Рейнс — Говард Джастин
- Бетти Энн Дэвис — мисс Джоан Лейтон
- Изабель Дин — Пэт Стрэттон
- Артур Ховард — Смит, дворецкий
- Уилфрид Хайд-Уайт — адвокат